# Steelrising
Steelrising ist ein Action-Rollenspiel des französischen Entwicklers Spiders, das am 8. September 2022 von Nacon für Windows, PlayStation 5 und Xbox Series X/S veröffentlicht wurde. Das Soulslike spielt in einem fiktiven Paris des 18. Jahrhunderts.

## Handlung
Die Handlung beginnt kurz vor Ausbruch der Französischen Revolution in einer alternativen Realität, in der es Roboter, sogenannte Automaten, gibt. Der Spielercharakter Aegis – selbst ein Automat – wird von Marie-Antoinette entsandt. Diese wird im Schloss Saint-Cloud von einer Roboter-Armee ihres Mannes Ludwig XVI. gefangen gehalten, weshalb sie ihren Leibwächter Aegis aus Sorge um ihre Kinder nach Paris entsendet, um den König aufzuhalten. Dort attackieren wildgewordene Automaten die Bewohner der Stadt, weshalb sich die meisten in ihre Häuser zurückgezogen haben. Der Spieler trifft auf historische Persönlichkeiten, wie Robespierre, den Marquis de La Fayette und Jean-Sylvain Bailly.

## Spielprinzip
Das Spielprinzip von Steelrising entspricht einem Soulslike, ähnlich der Dark-Souls-Reihe oder Bloodborne. Der Spieler wählt zu Beginn eine von vier Charakterklassen, womit Startwerte und Waffengattung festgelegt werden. Nicht gewählte Waffen können aber im Verlauf des Spiels gefunden und Werte durch Leveln erhöht werden. Dabei entspricht die Anima-Essenz den Seelen aus FromSoftwares Spielen und Vestalin den Leuchtfeuern. Der Spieler kann Module in insgesamt vier aufrüstbaren Slots ausrüsten, die Boosts gewähren. Daneben kann Kleidung in den Kategorien Kopfteil, Gewand, Beinkleid und Schuhe erlangt und ausgerüstet werden. Spezialfähigkeiten wie Blocken, Parade sowie Elementar- oder Distanzangriff sind von der gewählten Waffe abhängig. Der Schwierigkeitsgrad ist frei einstellbar.
GameStar gab die Spielzeit des Hauptspiel mit 10 bis 15 Stunden an. Buffed nannte für den DLC Cagliostros Geheimnisse eine Dauer von 3 bis 5 Stunden.

## Entwicklung

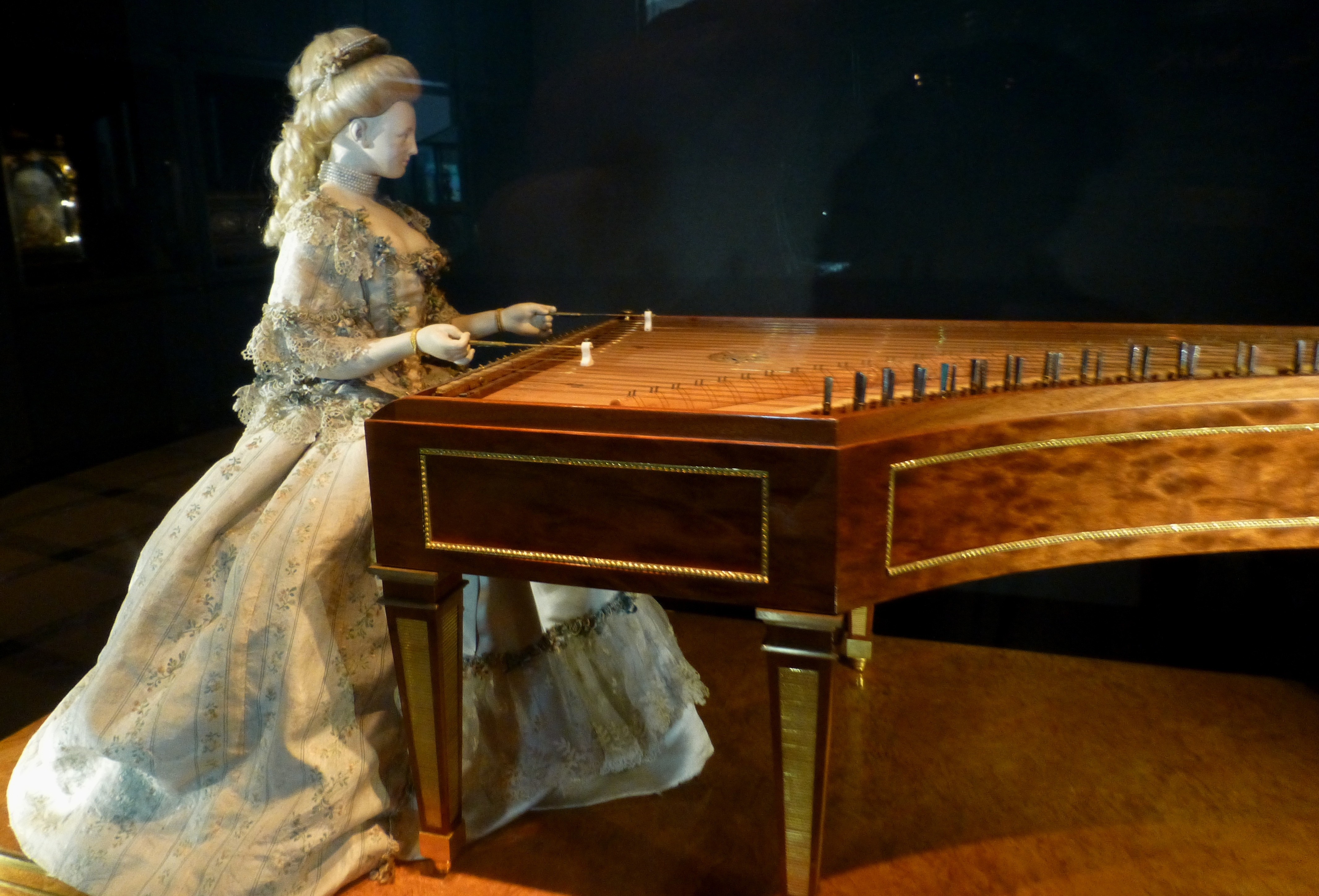
Der Automat „La Joueuse de tympanon“ von Peter Kinzing und David Roentgen war Vorbild für den Hauptcharakter.

### Entwicklungshistorie
Nachdem Bigben Interactive das Pariser Entwicklerstudio Spiders, das zuvor für Focus Home Interactive entwickelt hatte, 2019 übernahm, wurde Steelrising auf der Livestream-Veranstaltung Nacon Connect am 7. Juli 2020 angekündigt. Bereits am 2. Juli gab man mit einem Screenshot die Enthüllung des Titels auf der Nacon Connect bekannt. Im darauffolgenden Jahr präsentierte man einen Trailer. Die Veröffentlichung war zu diesem Zeitpunkt für Juni 2022 vorgesehen. Im April 2022 verschob man den Release allerdings auf den 8. September und präsentierte zugleich Gameplay-Szenen. Ein New-Game-Plus-Modus wurde am 30. September 2022 per Update nachgeliefert. Im Oktober kündigte man den Downloadable Content Cagliostros Geheimnisse an, der am 10. November 2022 erschien.

### Designentscheidungen
Ursprünglich sollte der spielbare Roboter-Hauptcharakter Ada heißen. Man änderte den Namen allerdings zu Aegis, als man sich für die alternative Version der Französischen Revolution als Hintergrund entschied. Dies sei eine Anspielung auf Aigis, den Schild, mit dem in der griechischen Mythologie Zeus von Athena beschützt wird. Beim Aussehen orientierte man sich an der Figur „La petite géante“ (französisch für Die kleine Riesin) der Straßeninstallation Les Machines de l’île in Nantes und dem Automaten La Joueuse de tympanon (französisch für Die Hackbrettspielerin) aus dem Zeitraum des 18. Jahrhunderts, in dem das Spiel stattfindet.

## Rezeption
Laut Wertungsaggregator Metacritic erhielt Steelrising durchschnittliche Wertungen. Das deutschsprachige Spielemagazin GameStar lobte das einzigartige Setting und die hohe Zugänglichkeit, kritisierte aber technische Probleme.

„Kompetent gemacht, aber eben nicht ganz astrein, mit ein paar Macken und nicht ganz auf dem Niveau seiner AAA-Vorbilder, aber eben auch kein Schrott.“

PC Games hob die gelungene Atmosphäre mit historischen Persönlichkeiten hervor. Die 30 FPS auf der Xbox Series X seien aber nicht mehr zeitgemäß. Dem Online-Portal IGN zufolge hatte das Spiel zum Reviewzeitpunkt mit einigen technischen Problemen zu kämpfen. So blieb der Reviewer in unsichtbaren Objekten stecken, sah über Stunden hinweg nicht die Gesundheitsleiste von Gegnern und erlebte mehrere Abstürze auf die Xbox-Oberfläche. ProSieben Games sieht starke Ähnlichkeit zu Bloodborne. Im Vergleich zu Dark Souls und Bloodborne habe Steelrising aber mehr Zwischensequenzen und verständlichere Dialoge. Insgesamt sei das Spiel trotz einiger Macken „perfekt für Genreeinsteiger“.